# Sainte-Colombe-sur-Seine
 Sainte-Colombe-sur-Seine  es una población y comuna francesa, en la región de Borgoña, departamento de Côte-d'Or, en el distrito de Montbard y cantón de Châtillon-sur-Seine.

## Demografía
| 1245 | 1230 | 1330 | 1201 | 1151 | 1042 |
| Para los censos de 1962 a 1999 la población legal corresponde a la población sin duplicidades (Fuente: INSEE [Consultar]) |      |      |      |      |      |